# سوپرا استریا
سوپرا استریا (انگلیسی: Sopra Steria) شرکت فناوری اطلاعات فرانسوی است، که در سال ۱۹۶۸ تأسیس شد.